# Каравелли, Марция
Марция Каравелли (итал. Marzia Caravelli; род. 23 октября 1981, Порденоне, Фриули-Венеция-Джулия) — итальянская легкоатлетка, специалистка по бегу на короткие дистанции и барьерному бегу. Выступала на профессиональном уровне в 1999—2019 годах, чемпионка Средиземноморских игр, многократная чемпионка Италии в беге на 200 метров, беге на 100 метров с барьерами, беге на 60 метров с барьерами в помещении, участница двух летних Олимпийских игр.

## Биография
Марция Каравелли родилась 23 октября 1981 года в городе Порденоне, Фриули-Венеция-Джулия.
Успешно выступала на различных юниорских и молодёжных стартах национального уровня начиная с 1999 года.
В 2010 году впервые стала чемпионкой Италии среди взрослых спортсменок в беге на 60 и 100 метров с барьерами. Попав в основной состав итальянской сборной, выступила на командном чемпионате Европы в Бергене и на чемпионате Европы в Барселоне.
В 2011 году в 100-метровом барьерном беге финишировала третьей на командном чемпионате Европы в Стокгольме, стартовала на чемпионате мира в Тэгу.
В 2012 году дошла до полуфинала на чемпионате мира в помещении в Стамбуле, заняла пятое место на чемпионате Европы в Хельсинки. Благодаря череде удачных выступлений удостоилась права защищать честь страны на летних Олимпийских играх в Лондоне — в программе бега на 100 метров с барьерами благополучно преодолела предварительный квалификационный этап, но в полуфинале сошла с дистанции, не сумев преодолеть четвёртый барьер.
В 2013 году остановилась в полуфинале на чемпионате Европы в помещении в Гётеборге, одержала победу на Средиземноморских играх в Мерсине, бежала 100 метров с барьерами и эстафету 4 × 100 метров на чемпионате мира в Москве.
В 2014 году стартовала в 60-метровом барьерном беге на чемпионате мира в помещении в Сопоте и в 100-метровом барьерном беге на командном чемпионате Европы в Брауншвейге. На чемпионате Европы в Цюрихе участвовала сразу в трёх дисциплинах: 200 метров, 100 метров с барьерами, эстафете 4 × 100 метров.
Была заявлена на чемпионат Европы в помещении 2015 года в Праге, но в итоге на старт здесь не вышла.
В 2016 году дошла до полуфинала в беге на 400 метров с барьерами на чемпионате Европы в Амстердаме. Выполнив олимпийский квалификационный норматив (56,20), прошла отбор на Олимпийские игры в Рио-де-Жанейро — на предварительном квалификационном этапе барьерного бега на 400 метров показала время 57,77, чего оказалось недостаточно для выхода в полуфинальную стадию соревнований.
В 2017 году стартовала в эстафете 4 × 400 метров на командном чемпионате Европы в Лилле и в беге на 400 метров с барьерами на чемпионате мира в Лондоне.
Завершила спортивную карьеру по окончании сезона 2019 года.